# Цифровое право
Цифровое право  —  формирующаяся подотрасль информационного права, которая включает совокупность правовых норм, которые на комплексной основе дозволений, запретов, позитивных обязываний регулируют информационные отношения в цифровой среде и исследуют новые цифровые сущности, а также новые цифровые явления (цифровые редкости, мемы, цифровые валюты, базовые инфраструктурные элементы Индустрии 4.0, шеринговой экономики и др.). 
В настоящее время вопросы, связанные с определением понятий "цифровое право", "цифровые  отношения", "киберпространство" продолжают обсуждаться. 
Например, в  некоторых работах цифровое право рассматривается: как комплексная отрасль права; как комплексный институт права, объединяющий правовые нормы, регулирующие отношения, возникающие в связи с приобретением, осуществлением и отчуждением цифровых прав, а также с применением цифровых технологий физическими и юридическими лицами.
Среди ранних работ в этой области исследования можно отметить следующие:
- В докторской диссертации И.М. Рассолова  2008 года "Право и Интернет: теоретические проблемы"[4] был впервые проведен анализ основных подходов к цифровому праву;

- В учебнике Информационное право (И.М. Рассолов. Информационное право: учебник для студентов высших учебных заведений, обучающихся по юридическим специальностям. – М. : Юрайт, 1-е изд. 2011[5]) было сформулировано понятие "цифровая среда".

## Соотношение цифрового права с информационным правом и интернет-правом
Сегодня можно говорить о том, что цифровое право представляет собой формирующуюся подотрасль информационного права.
Цифровое право является наиболее близким и тесно связанным с интернет-правом (в широком смысле правом кибернетического пространства). При этом интернет-право представляет собой более объемное и масштабное социальное явление.
В силу “конечности” цифровых технологий в будущем можно прогнозировать, что цифровое право будет поглощено правом кибернетического пространства (интернет-правом) и войдет в него как составная часть.